# آرثر د. سيمونز
آرثر د. سيمونز (بالإنجليزية: Arthur D. Simons)‏ هو عسكري أمريكي، ولد في 28 يونيو 1918 في نيويورك في الولايات المتحدة، وتوفي في 21 مايو 1979 في فلوريدا في الولايات المتحدة.